# ابن عياش
أبو حفص عبد الله بن عياش المصري ( - 170 هـ)، محدث من تابعي التابعين، سكن مصر. توفي في سنة سبعين ومئة.

## روايته للحديث
- حدث عن: عبد الرحمن بن هرمز الأعرج وأبي عشانة المعافري ويزيد بن أبي حبيب ووالده عياش بن عباس القتباني وجماعة.
- حدث عنه: ابن وهب وزيد بن الحباب وأبو عبد الرحمن المقرئ وآخرون
- احتج به مسلم بن الحجاج والنسائي وقال أبو حاتم الرازي: صدوق ليس بالمتين، وقال أيضا هو قريب من ابن لهيعة، وقال أبو داود والنسائي ضعيف، وقال شمس الدين الذهبي: حديثه في عداد الحسن. وقول أبي حاتم هو قريب من ابن لهيعة تصليح لحال ابن لهيعة إذ يقارب في الوزن بشيخ خرج له مسلم ولا ريب أنه أوثق من ابن لهيعة وأن ابن لهيعة أعلم بكثير منه.[1]